# Брейди, Чарлз Элдон
Чарлз Э́лдон Брэ́йди-младший (англ. Charles Eldon Brady, Jr.; 12 августа 1951, Пайнхерст, Северная Каролина — 23 июля 2006, Orcas Village, Вашингтон) — американский астронавт. Совершил один космический полёт продолжительностью 16 суток 21 час 48 минут 31 секунда.

## Образование
- 1969 год — окончил среднюю школу города Норт-Мура[англ.].
- 1975 год — окончив медицинскую школу Университета Дьюка в городе Дареме штат Северная Каролина, получил степень доктора медицины. Интернатуру проходил в городе Ноксвилл в Медицинском центре Университета Теннесси[англ.].

## Профессиональная деятельность
- В 1978 году работал спортивным врачом в Университете штата Айова.
- С 1979 по 1986 год имел семейную практику, а также работал спортивным врачом в Университете Северной Каролины в городе Чапел-Хилле, а потом во Восточно-Каролинском университете в городе Гринвилле.

### Военная карьера
- В 1986 году вступил в ряды ВМС США, на Военно-морской авиабазе[англ.] в городе Пенсаколе, штат Флорида, прошёл подготовку в качестве лётного врача в Военно-морском медицинском исследовательском центре[англ.].
- В июне 1986 года отправился служить во Второе авиакрыло авианосца[англ.] на авианосец USS Ranger (CV-61).
- В 1987 году стал лучшим врачом года в ВМС США.
- С 1988 по 1990 год летал в пилотажной группе ВМС «Голубые ангелы».
- С 1990 по 1992 год проходил службу в составе 129-й тактической эскадрилье радиоэлектронного противодействия[англ.].

## Карьера в НАСА
- 31 марта 1992 года был зачислен кандидатом в 14-й набор астронавтов НАСА[англ.]. По окончании годичного курса ОКП[уточнить], получил квалификацию специалист полёта.

### Космический полёт
- С 20 июня по 7 июля 1996 года совершил свой единственный космический полёт в качестве специалиста полёта в составе экипажа миссии Колумбия STS-78. Стал 351-м человеком и 224-м астронавтом США в космосе. Продолжительность полёта составила 16 суток 21 час 48 минут 31 секунду, став рекордной для полётов шаттлов на тот момент.
- В 2001 году покинул НАСА и вернулся в ВМС, где проходил службу в качестве лётного врача на Военно-морской авиабазе на острове Уидби[англ.] в штате Вашингтон.

## Смерть
23 июля 2006 года Чарлз Брэйди был найден мёртвым в лесу недалеко от своего дома. Причиной смерти послужили ножевые ранения. Полицейские, прибывшие по вызову соседей из-за громкой ссоры, видели как Чарлз Брэйди убегал в лес с ножом в руке, где впоследствии он и был найден мёртвым.